# جامعة أم القرى
جامعة أم القرى جامعة حكومية سعودية تقع في مكة المكرمة. تأسست في العام 1950م تحت مسمى كلية الشريعة في مكة لتصبح أولى المؤسسات التعليمية الجامعية في البلاد، وهي نواة جامعة أم القرى، والكلية الأم فيها.

## التأسيس
وقد مرت جامعة أم القرى منذ إنشاء أولى كلياتها بثلاث مراحل تاريخية:
المرحلة الأولى (1369-1391):
تعود البداية التي انطلقت منها الجامعة إلى عام 1369 هـ حين أُسست كلية الشريعة كأول صرح في التعليم العالي بمفهومه الحديث في المملكة العربية السعودية، وفي عام 1372 هـ تم إنشاء معهد عال للمعلمين باسم كلية المعلمين استمرت إلى عام 1379 هـ ثم أسندت مهمة إعداد المعلمين لكلية الشريعة عام 1381 هـ وسميت كلية الشريعة والتربية، وفي عام 1382 هـ أنشئت كلية التربية بمكة مستقلة عن كلية الشريعة.
المرحلة الثانية (1391-1401 هـ):
مرحلة انضمام كليتي الشريعة والتربية إلى جامعة الملك عبد العزيز بجدة كشطر من الجامعة في مكة، وتم في نهاية هذه المرحلة افتتاح كلية التربية بالطائف، وإضافة أقسام علمية جديدة وإنشاء عدد من المراكز العلمية.
المرحلة الثالثة (جامعة أم القرى):
وهي مرحلة قيام الجامعة في عام 1401 هـ بأمر من الملك خالد بن عبد العزيز صدر المرسوم الملكي الذي أدى إلى انبثاق عدد من الكليات هي امتداد لأقسام الكليتين العتيدتين بها: كلية الشريعة والدراسات الإسلامية كلية التربية مع معهد اللغة العربية حيث تم خلال العقد الأول من القرن الخامس عشر إنشاء خمس كليات هي كلية الدعوة وأصول الدين وكلية اللغة العربية، وكلية العلوم التطبيقية، وكلية العلوم الاجتماعية، وكلية الهندسة والعمارة الإسلامية، بالإضافة إلى كلية التربية بالطائف التي افتتحت في عام 1400 هـ، وبإنشاء كلية الطب والعلوم الطبية في عام 1416 هـ بمكة وتحويل عمادة خدمة المجتمع إلى كلية أصبح عدد كليات هذه الجامعة اثنتي عشرة كلية بالإضافة إلى معهد خاص بتعليم اللغة العربية للناطقين بغيرها، ومعهد لأبحاث الحج. وتم أخيرًا افتتاح كلية للمجتمع بالباحة، وأصبحت الجامعة تقدم مختلف أنواع التخصصات، وتمنح درجات البكالوريوس والدبلوم العالي والماجستير والدكتوراه في علوم الشريعة واللغة العربية والتربية، والعلوم الاجتماعية والتطبيقية والطب والهندسة. وتضم من الطلاب نحو ثلاثين ألف طالب وطالبة، في مقر الجامعة بمكة، وأعداد تخصصات الكليات في هذه الجامعة في ازدياد، وهي بذلك تساهم في سد احتياجات المجتمع ومتطلبات خطط التنمية من الدارسين المؤهلين للخدمة في مختلف المجالات. وقد صحب قيام هذه الجامعة، صدور الأمر بالمضي في إقامة مباني المدينة الجامعية الجديدة، حيث اختيرت منطقة العابدية، جنوب شرقي مكة، المطلة على صعيد عرفات، موقعًا جديدًا للجامعة. وقد وضع حجر الأساس لهذا المشروع العملاق، خادم الحرمين الشريفين الملك فهد بن عبد العزيز عام 1406 هـ. وفي عام 1414 هـ انتقلت إلى المباني الجديدة في العابدية كلية الشريعة والدراسات الإسلامية الكلية الرائدة في العلوم الشرعية وذات اعتماد أكاديمي من رابطة العالم الإسلامي، وكلية الهندسة والعمارة الإسلامية، واحتلت كلية اللغة العربية مبنى ملحقًا وثم انتقلت إلى مبنى آخر في نهاية 1420 هـ. وعند إنشاء كلية الطب والعلوم الطبية في عام 1417 هـ ألحقت مؤقتًا بمبنى كلية الهندسة والعمارة الإسلامية ثم استقلت بمبناها الجديد الذي أنجزت مؤخرًا المرحلة الأولى منه في وقت قياسي. وتتوزع مقرات الجامعة حاليًا وكلياتها على ثلاثة مواقع في مكة: العزيزية، وبها بعض العمادات المساندة، والكليات، ومعهد خادم الحرمين الشريفين لأبحاث الحج والعمرة، وكلية خدمة المجتمع، ومعهد البحوث العلمية. والمقر الثاني بالزاهر يضم عمادة الدراسات الجامعية للطالبات ومباني كلياتها ومرافقها، بالإضافة إلى المدينة الجديدة في العابدية.

## الكليات والمعاهد
| النوع              | العدد |
| الكليات والمعاهد   | 35    |
| الأقسام            | 119   |
| التخصصات           | 215   |
| البرامج            | 596   |
| العمادات           | 11    |
| مراكز البحث العلمي | 12    |
| الجمعيات العلمية   | 8     |
| المجلات العلمية    | 7     |
| الصحف الجامعية     | 1     |
| المكتبات           | 29    |

تضم جامعة أم القرى 35 كلية ومعهد:
- كلية الشريعة والدراسات الإسلامية
- كلية الطب
- كلية طب الأسنان
- كلية الصيدلة
- كلية العلوم الطبية التطبيقية
- كلية العلوم التطبيقية
- كلية الهندسة والعمارة الإسلامية
- كلية الحاسبات
- كلية التربية (أم القرى)
- كلية الدعوة وأصول الدين
- كلية الدراسات القضائية والانظمة
- كلية العلوم الاجتماعية

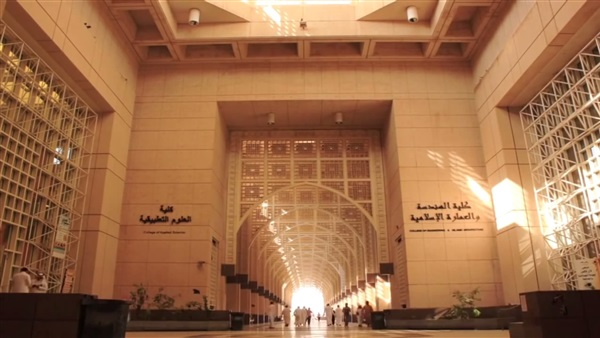
صورة لمبنى كلية الهندسة والعمارة والإسلامية ومبنى كلية العلوم التطبيقية

- كلية العلوم الاقتصادية والمالية الإسلامية
- كلية اللغة العربية
- كلية المجتمع بمكة المكرمة
- كلية التصاميم
- كلية خدمة المجتمع والتعليم المستمر
- كلية التربية للبنات الأقسام العلمية
- الكلية الجامعية بالقنفذة - بنين -
- كلية التربية لاعداد المعلمات
- كلية التربية للبنات الاقتصاد المنزلي
- كلية التربية للبنات الأقسام الأدبية
- الكلية الجامعية بالقنفذة - بنات -
- كلية التربية للبنات بالليث
- الكلية الجامعية بالجموم - بنين - بنات
- المعهد العالي للأمر بالمعروف والنهي عن المنكر
- معهد تعليم اللغة العربية لغير الناطقين بها
- معهد خادم الحرمين الشريفين لأبحاث الحج والعمرة
- معهد اللغة الانجليزية
- عمادة السنة الأولى المشتركة
- كلية الصحة العامة والمعلوماتية الصحية
- الكلية الجامعية بمحافظة أضم
- كلية العلوم الصحية بالقنفذة
- كلية العلوم الصحية بالليث
- كلية الطب بالقنفذة
- كلية إدارة الأعمال
- كلية التمريض
- كلية التصاميم

## أعضاء هيئة التدريس
| م        | الرتبة الأكاديمية | الجنس | الجنس | الإجمالي |
| م        | الرتبة الأكاديمية | ذكر   | أنثى  | الإجمالي |
| 1        | أستاذ             | 324   | 55    | 379      |
| 2        | أستاذ مشارك       | 493   | 172   | 665      |
| 3        | أستاذ مساعد       | 902   | 527   | 1429     |
| 4        | محاضر             | 401   | 525   | 926      |
| 5        | معيد              | 765   | 818   | 1583     |
| 6        | مدرس لغة          | 54    | 32    | 86       |
| 7        | أخرى              | 8     | 2     | 10       |
| الإجمالي | الإجمالي          | 2947  | 2131  | 5078     |

## كلية الطب
تمنح درجة البكالوريوس في الطب والجراحة MBBS، افتتحت في 1995 ويرأسها الدكتور عبد السلام نور ولي، وتقدر مدة الدراسة فيها بـ 7 سنوات مقسمة كالتالي:
- 3 سنوات أكاديمة يتم فيها تدريس المواد الأساسية.
- 3 سنوات سريرية يتم فيها تدريس المواد السريريه والتطبيق العملي في المستشفيات.
- سنة الامتياز وهي عبارة عن سنة التدريب الإكلينيكي الميداني بالمستشفيات.

تضم الكلية 18 قسمًا وهي:
- قسم الكيمياء الحيوية
- قسم علم وظائف الأعضاء
- قسم علم الكائنات الدقيقة
- قسم علم الطفيليات
- قسم علم الأمراض
- قسم علم الدم والمناعة
- قسم علم الأدوية والسموم
- قسم التشريح
- قسم علم الوراثة الطبية
- قسم طب المجتمع والرعاية الصحية للحجيج
- قسم الطب الباطني
- قسم الجراحة العامة
- قسم طب النساء والولادة
- قسم طب الأطفال
- قسم الطب والجراحة
- قسم تعليم طبي
- قسم جراحة العظام
- قسم جراحة الأنف والأذن والحنجرة والعيون

منشآت الكلية:
1. مبنى إدارة الكلية ويضم المبنى مكاتب عميد الكلية ووكلائها ورؤساء الأقسام فيها وأعضاء هيئة التدريس والجهاز الإداري كما يضم المسجد ومختبر المهارات السريرية والمشرحة ومختبرات الأبحاث ووحدات الخدمات المساندة وكذلك قاعتي محاضرات كبرى تتسعان لحوالي 160 طالب مجهزة بأحدث الوسائل التعليمية. كذلك تضم الكلية عدداً من الوحدات كوحدة الوسائل التعليمية التي تحتوي على مختلف الوسائل التعليمية والإيضاحية كالحاسب الآلي وأجهزة عرض البيانات (Datashow) والشرائح (Slide Projector) والشفافيات (Overhead Projector) وغير ذلك ووحدة للمستودعات.
2. مجمع قاعات محاضرات الكلية (بنين) ويضم عدد 8 قاعات كبرى تتسع كل منها لحوالي 120 طالب وهي مجهزة بأحدث الوسائل التعليمية، ملحق بها وحدة لتربية الحيوانات التي تستخدم في الأبحاث.
3. مقر طالبات الكلية حيث يوجد به مكاتب الهيئة الإدارية النسائية ومكاتب أعضاء هيئة التدريس وثمان قاعات كبرى للمحاضرات وبعض الفصول الدراسية ويلحق بالمقر عدد من الاستوديوهات المرتبطة بالقاعات الدراسية عن طريق شبكة تلفزيونية تعليمية..يتم من خلالها نقل المحاضرات التي يقدمها أعضاء هيئة التدريس من الذكور للطالبات تفادياً لاختلاط الرجال بالنساء. كذلك يضم المجمع وحدة لمختبرات الطالبات تضم أثنى عشر مختبراً مع غرفة تحضير ملحقة بكل مختبر.
4. مكتبة الكلية: وتقع بجوار مقر الطالبات ومقر قاعات محاضرات البنين ويتوفر فيها ما يزيد على ستة الآلف ومائة (6100) كتاب ومرجع بالغتين العربية والإنجليزية في مختلف تخصصات الطب وعلومه كما تحتوي المكتبة على مايزيد على الف وخمسمائة (1500) مجلد من المجلات والدوريات العلمية والطبية.
5. المستشفى الجامعي بسعة 400 سرير «قيد الإنشاء».

أهم انجازات كلية الطب منذ إنشائها:
1. ارتفعت عدد الأقسام في الكلية منذ الإنشاء إلى 14 قسم حالياً.
2. ارتفعت أعداد المقبولين في برنامج الطب والجراحة من 41 طالب في أول دفعه قبلت في الكلية إلى 226 طالب وطالبة في العام 1427/1428 هـ أي بنسبة زيادة قدرها 557%.
3. ارتفعت أعداد الخريجين من21 متخرج في علم 1422/1423 هـ إلى 117 طبيب وطبيبه في العام 1427/1428 هـ.
4. ارتفعت إعداد أعضاء هيئة التدريس في الكلية لتصل إلى 179 عضو هيئة تدريس حالياً من مختلف الفئات.
5. المستشفى الجامعي بسعة 400 سرير تحت التنفيذ.
6. شارك أعضاء هيئة التدريس بالكلية بفاعليه في المؤتمرات العلمية سواء كانت محليا أو دولياً، إذ بلغت مشاركة أعضاء هيئة التدريس بالكلية على سبيل المثال في عام واحد (1427 هـ) أكثر من 35 مشاركة.
7. يوجد حالياً أكثر من 50 مبتعث من منسوبي الكلية لدراسة برامج الدراسات العليا في التخصصات الطبية المختلفة في الولايات المتحدة الأمريكية، وبريطانيا وكندا وألمانيا.
8. بلغت الأبحاث المنشورة من أعضاء هيئة التدريس في الكلية في عام واحد (1427 هـ) أكثر من ثلاثين بحث.

## كلية طب الأسنان
تعد كلية طب الأسنان أحدث كليات جامعة أم القرى وأحدث الكليات الطبية بالجامعة على وجه الخصوص. وقد فتحت الكلية أبوابها مع بداية العام الدراسي 1430-1431 هـ، وتترأسها الدكتورة مشاعل القحطاني، تضم الكلية أربعة أقسام وهي:
1. قسم علوم الفم الأساسية والسريرية.
2. قسم وقاية الأسنان.
3. قسم جراحة الوجه والفكين وعلوم التشخيص.
4. قسم العلاج التحفظي وإصحاح الأسنان.

## كلية الصيدلة
تأسست في 1426 هـ الموافق 2006 وتمنح درجة بكالوريوس في الصيدلة Pharm.B، ودرجة دكتوراه في الصيدلة Pharm.D، وتكون مدة الدراسة في برامج البكالوريوس الصيدلة 5 سنوات، وبرامج الدكتوراه 6 سنوات. يرأس الكلية الدكتور سعود بن سالم عبد الرحيم باوزير. تضم الكلية خمسة أقسام وهي:
1. قسم علم الأدوية (أ د) Pharmacology PHCL
2. قسم علم العقاقير (ع ق) Pharmacognosy PHGN
3. قسم الصيدلانيات (ص د) Pharmaceutics PHCU
4. قسم الصيدلة الإكلينيكي (ص أ) Clinical Pharmacy PHCP
5. قسم الكيمياء الصيدلية (ك ص) Pharmaceutical Chemistry PHCH

## كلية العلوم الطبية التطبيقية
تأسست في 1403هـ الموافق 1983م، ويرأسها الدكتور أيمن بن عبد الرحيم الصائغ، وتقدم برامج البكالوريوس في 8 تخصصات متاحة وهي برنامج طب المختبرات، وبرنامج علوم صحة المجتمع (التغذية الإكلينيكية - صحة البيئة)، وبرنامج العلاج الطبيعي والتأهيل، وبرنامج التمريض، وبرنامج الإدارة الصحية، برنامج صحة الفم والأسنان(في طور الإنشاء)، وبرنامج الأشعة(طور الإنشاء)، وبرنامج التقنيات السريرية (طور الإنشاء). وتمنح الكلية الدرجات التالية:
- بكالوريوس العلوم الطبية التطبيقية (طب مختبرات)
- بكالوريوس العلوم الطبية التطبيقية (علاج طبيعي)
- بكالوريوس العلوم الطبية التطبيقية (تغذية اكلينيكية)
- بكالوريوس العلوم الطبية التطبيقية (تمريض)
- بكالوريوس العلوم الطبية التطبيقية (إدراة صحية)

### الأقسام الأكاديمية:[7]
- قسم العلاج الطبيعي
- قسم طب المختبرات
- قسم التغذية الاكلينيكية
- قسم التقنية السريرية

## كلية الهندسة والعمارة
تم افتتاح قسم العمارة الإسلامية عام 1402 هـ ضمن كلية العلوم التطبيقية والهندسية، وتم البدء في استقبال الطلاب في هذا القسم اعتبارًا من الفصل الدراسي الأول 1403 هـ ثم تتابع افتتاح أقسام أخرى وهي العمارة الإسلامية، والهندسة الكهربائية، والهندسة المدنية، الهندسة الميكانيكية. أصبحت هذه الأقسام الأربعة نواة لكلية الهندسة والعمارة الإسلامية التي أمر الملك فهد بن عبد العزيز بإنشائها عام 1409 هـ، وثم صدرت موافقة المقام السامي على فصل تخصص هندسة الحاسب الآلي من قسم الهندسة الكهربائية والحاسبات ليصبح قسم هندسة الحاسب الآلي اعتبارا من عام 1421 هـ.
واعتبارًا من بداية العام الدراسي 1425/1426 هـ تم تطبيق برنامج السنة التحضيرية لطلاب أقسام الهندسة الكهربائية، الهندسة المدنية، هندسة الحاسب الآلي والهندسة الميكانيكية والهندسة المعمارية.
واعتبارًا من بداية الفصل الدراسي الثاني 1426/1427 هـ تم إنشاء كلية الحاسب الآلي ونظم المعلومات وتم نقل قسم هندسة الحاسب الآلي إلى الكلية الجديدة. تقدم الكلية درجة البكلوريوس في العلوم Bsc للأقسام السابقة كما تم اعتماد درجة الريادة Msc (الماجستير) في الهندسة الميكانيكية.

## كلية الشريعة والدراسات الإسلامية
تأسست في 1369 الموافق لـ 1950 م، وهي أولى الكليات والمؤسسات التعليمية في المملكة، تضم 3 أقسام وهي قسم الشريعة، قسم التاريخ ومركز الدراسات الإسلامية.

## عمادة السنة التحضيرية
هو برنامج لتأهيل الطلاب المتقدمين للدراسة على اختلاف تخصصاتهم وميولهم مما يعينهم بإذن الله على استكمال حصولهم على الدرجة الجامعية، وقد بدأ تطبيق نظام السنة التحضيرية في سنة 2011 بمسارات متعددة تشمل المسار الطبي والعلمي والإداري، ويتم بعد ذلك تسجيل الطلاب والطالبات في الأقسام المختلفة بناء على معدلاتهم ورغباتهم.
ونظام الدراسة في السنة التحضيرية سنة دراسية كاملة يتم فيها دراسة المواد الأساسية لكل مسار ولغة إنجليزية مكثفة، إضافة إلى المواد التي تدرس في المسار العلمي وهي الرياضيات والفيزياء ومهارات التعلم والحاسب الالي.

## كلية إدارة الأعمال
تأسست في 1369هـ الموافق لـ 1950، وتضم 5 اقسام وهي:
- قسم إدارة الأعمال
- قسم التسويق
- قسم المحاسبة
- قسم السياحة والفندقة
- قسم إدارة أعمال الحج والعمرة

## كلية التصاميم
تأسست في 1433 هـ الموافق لـ 2011، وتضم 5 اقسام وهي:
- الفنون البصرية.
- قسم التصميم الداخلي.
- قسم السكن وإدارة المنزل.
- قسم تصميم الأزياء.
- التصميم جرافيك

## الكراسي العلمية
تضم الجامعة خمسة كراسي علمية:
- كرسي الملك عبد الله بن عبد العزيز للقرآن الكريم
- كرسي الملك سلمان بن عبد العزيز لدراسات تاريخ مكة المكرمة
- كرسي البر للخدمات الإنسانية
- كرسي معالي أ.د. محمد عبده يماني لإصلاح ذات البين
- كرسي المعلم محمد بن لادن لريادة الأعمال

## مراكز البحث والابتكار
- مكتبة الملك عبد الله الجامعية
- المعاهد البحثية
- المراكز البحثية
- المجلات العلمية
- الكراسي العلمية
- وحدة العلوم والتقنية[9]

## رؤساء جامعة أم القرى
| الرئيس                | الفترة                            | ملاحظات       |
| --------------------- | --------------------------------- | ------------- |
| معدي بن محمد آل مذهب  | 16 اكتوبر 2023 - إلى الآن         |               |
| فريد بن علي الغامدي   | 17 سبتمبر 2023م - 15 اكتوبر 2023  | [ 10 ] [ 11 ] |
| معدي بن محمد آل مذهب  | 22 أكتوبر 2020م - 17 سبتمبر 2023م | [ 12 ]        |
| عبد الله بن عمر بافيل | 26 مارس 2018م - 22 أكتوبر 2020م   | [ 13 ]        |